# Pulečný
Pulečný – gmina w Czechach, w powiecie Jablonec nad Nysą, w kraju libereckim.
1 stycznia 2017 gminę zamieszkiwało 409 osób, a ich średni wiek 38,9 roku.